# Мађарска кухиња
Мађарска кухиња је кухиња карактеристична за нацију Мађарске и њену примарну етничку групу, Мађаре. Традиционална мађарска јела су првенствено заснована на месу, сезонском поврћу, воћу, хлебу и млечним производима.

## Историја
Мађарска кухиња је утицала на историју Мађара, и обрнуто. Важност сточарства и номадског начина живота Мађара, као и ослушкивање њихове степске прошлости, очигледан је у значају меса у мађарској храни и може се одразити на традиционална јела од меса кувана на ватри попут гулаша (на мађарском „сточарски (оброк)“),  Pörkölt, чорба и зачињена рибарска супа звана Halászlé традиционално се кувају на отвореној ватри у казану. У 15. веку, краљ Матија Корвин   и његова напуљска супруга Беатрис, под утицајем ренесансне културе, увели су нове састојке као што су слатки кестен и зачини као што су бели лук, ђумбир, буздован, шафран и мускатни орашчић,  лук и употреба воћа у надевима или куваног са месом.  Неки од ових зачина као што су ђумбир и шафран више се не користе у модерној мађарској кухињи.  У то време и касније, знатан број Саса (немачка етничка група), Јермена, Италијана, Јевреја, Пољака, Чеха и Словака настанио се у мађарском басену и у Трансилванији, такође дајући допринос различитим новим јелима. На мађарску кухињу утицала је аустријска кухиња под Аустро-Угарским царством; јела и начини припреме хране често су позајмљени из аустријске кухиње и обрнуто. Неки колачи и слаткиши у Мађарској показују снажан немачко-аустријски утицај. Све у свему, модерна мађарска кухиња је синтеза древних уралских компоненти помешаних са западнословенским, балканским, аустријским и немачким. 

## Посебне прилике
За Божић Мађари имају рибљу чорбу која се зове Halászlé. Могу се послужити и друга јела, као што су печена гуска, печена ћуретина или печена патка.  Пециво пуњено орасима или маком (bejgli) је уобичајено божићно јело, а слаткиши и слаткиши који се користе за кићење јелке, као што је Szaloncukor, једу се током целог Божића, када их сви беру и једу директно са дрвета.
У новогодишњој ноћи, Мађари традиционално једу virsli (бечка кобасица - виршле) и супу од сочива. На Нову годину уобичајено је јести супу од сочива или korhelyleves, меснату супу од киселог купуса за коју се каже да лечи мамурлук. 

## Типична мађарска јела
| Име                   |
| --------------------- |
| Csirkepaprikás        |
| Paprikás krumpli      |
| Császármorzsa         |
| Főzelék               |
| Lecsó                 |
| Székelygulyás         |
| Fasírozott            |
| Stefánia szelet       |
| Pörkölt               |
| Palacsinta            |
| Gundel palacsinta     |
| Hortobágyi palacsinta |
| Liptai túró           |
| Rántott sajt          |
| Rántott hús           |
| Rántott csirke        |
| Rakott krumpli        |
| Sólet                 |
| Szilvásgombóc         |
| Túrógombóc            |
| Töltött káposzta      |
| Töltött tojás         |
| Töltött paprika       |
| Pecsenye              |
| Cigánypecsenye        |
| Vesepecsenye          |
| Szűzpecsenye          |
| Túrós csusza          |
| Pásztortarhonya       |
| Tarhonyás hús         |

- Kolbász (кувана кобасица, три главне врсте: кобасица од џигерице; варијанта мајас хурке без јетре и црна кобасица)
- Свињски сир
- Lókolbász (коњска кобасица)

- Добош торта (бисквит обложен чоколадном пастом и глазираним карамелом и орасима)
- Линцер торта (торта са укрштеним дизајном трака за пециво на врху)
- Kürtőskalács торта од шпорета или торта од димњака, кувана на отвореној ватри — трансилвански специјалитет, познато као најстарије мађарско пециво
- Штрудла (слојевито пециво са пуњењем које је обично слатко)
- Куглоф (Куглоф торта, традиционална аустроугарска торта за кафу)
- Китникес [9] (Сир од дуње, или желе од дуње од плодова дуње)
- Нугат [10] (слатка лепљива бела нугат паста кувана са шећером, беланцима, медом, комадићима ораха) Мађарски хлеб. Мађари традиционално купују свеже направљен хлеб сваког другог или трећег дана у локалној пекари. Лангош
- Алва (трансилванијска посластица, направљена од семенки сунцокрета, турског порекла)
- Шненокле (десерт од млечног крема са кнедлама од беланаца које плутају на врху)
- Есзтерхази торта (путер крем, зачињен коњаком или ванилом и орасима)
- Palacsinta (налик на палачинке)

- Лангош (печено тесто за хлеб)
- Pogácsa (врста лепиње, округло лиснато пециво са сланином, традиционално кувано на ватри) Хладна боца Unicum
- Кифле (хлеб у облику полумесеца)
- Кнедле (мађарске кнедле од куваног гриза које се користе у супи)
- Ризи-бизи (бели пиринач куван са зеленим грашком, служи се као прилог)
- Liptauer (сирни намаз с млевеном слатком паприком и луком)
- Libamájpástétom (мађарска посластица: паштета од гушчје џигерице)

- Мађарско вино датира најмање из римског доба, а та историја одражава положај земље између Западних Словена и германских народа. Најпознатија вина су бело десертно вино токајско Aszú (по североисточном региону Мађарске, Токај) и црвена вина из Вилања (јужни део Мађарске). Познато је и вино под називом Бикова крв, тамно црвено вино.
- Traubi или Траубисода, је безалкохолно пиће засновано на аустријској лиценци које се производи у Балатонвилагосу од 1971. године.